# Брун, Анника
Анника Брун (нем. Annika Bruhn; род. 5 октября 1992, Карлсруэ, Баден-Вюртемберг) — немецкая пловчиха, чемпионка Европы 2018 года. Член сборной Германии по плаванию. Участница летних Олимпийских игр 2012 и 2016 годов.

## Биография
Воспитывалась в спортивной семье, племянница бывшего чемпиона Германии по плаванию Юргена Бруна. В 2012 году завершила обучение в средней школе.

## Карьера
Начинала заниматься плаванием у тренера Райнера Тилински. Специалист в вольном стиле она впервые выступила на крупном международном турнире в 2010 году, на чемпионате Европы в 25-метровом бассейне, где выбыла уже на ранних предварительных этапах.
На чемпионате Германии 2012 года она заняла четвёртое место на дистанции 200 метров вольным стилем и квалифицировалась в эстафетную команду Германии на дистанцию 4 по 200 метров вольным стилем на Летние Олимпийские игры 2012 года в Лондоне. На этом крупном старте она в составе команды заняла итоговое одиннадцатое место с результатом 7:58,93.
На чемпионате Германии в 2014 году на дистанции 200 метров вольным стилем с результатом 1:59,16 минуты Аннике стала чемпионкой. В следующем 2015 году Брун, теперь выступающая за немецкий клуб SSG Saar Max Ritter, выиграла три национальных титула чемпионки: на 100 метрах вольным стилем за 54,87 секунды, на 200 метрах за 1:58,55 и в эстафете 4 по 200 метров, установив новый национальный рекорд 8:07.89.
В 2015 году она приняла участие на чемпионате мира в Казани, где в составе немецкой команды завоевала бронзовую медаль в комплексной смешанной эстафете 4 по 100 метров.
На летних Олимпийских играх 2016 года в Рио-де-Жанейро приняла участие в соревнованиях в эстафете 4 по 200 м вольным стилем и заняла вместе с командой итоговое 12-е место. В заплыве на дистанции 200 метров вольным стилем она заняла итоговое 20-е место с новым личным рекордом 1:58,48.
В 2018 году, в Глазго, на чемпионате Европы по водным видам спорта, одержала победу в составе смешанной эстафетной четвёрки на дистанции 4 по 200 метров вольным стилем, став чемпионкой Европы. Также на этом турнире она завоевала бронзовую медаль в эстафете 4 по 200 метров вольным стилем.
Выполнила норматив на дистанции 100 и 200 метров вольным стилем для участия в летних Олимпийских играх в Токио.